# Пірс (підводна гора)
53°26′24″ пн. ш. 136°19′12″ зх. д. / 53.44000° пн. ш. 136.32000° зх. д.

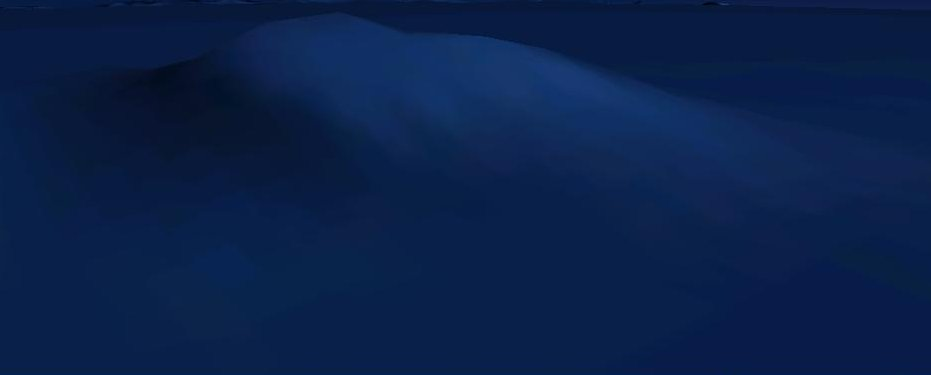
3D-модель підводної гори Пірс

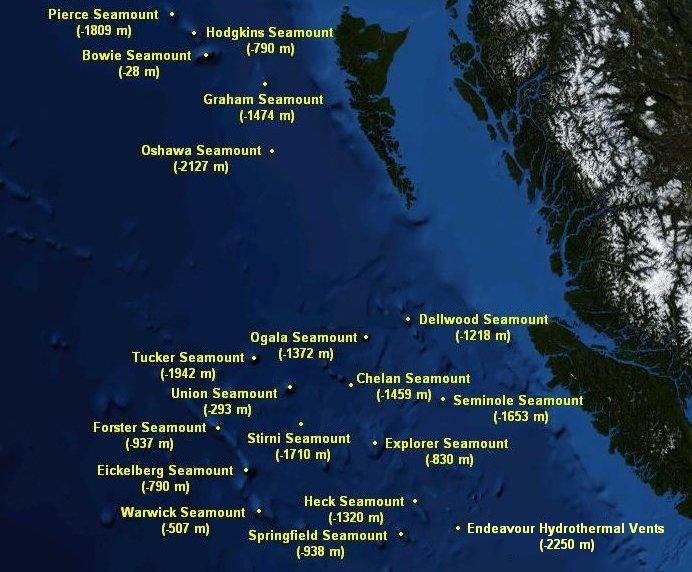
Розташування підводних вулканів біля узбережжя Британської Колумбії

Підводна гора Пірс (англ. Peirce Seamount) — підводний вулкан, розташований в Тихому океані, на захід від канадського архіпелагу Хайда-Гваї в Британській Колумбії. Він розташований між підводними горами Денсон і Ходжкінс та є частиною Кадьяцьких підводних гір, ряду підводних гір у південно-східній частині Аляскинської затоки, що простягається від Алеутського жолоба на півночі до підводної гори Боуї на півдні. Вершина підводної гори Пірс розташована на глибині 1809 м нижче рівня моря.